# Vicomté d'Oloron
La vicomté d'Oloron dépendait de la Vicomté du Béarn, faisant partie de la Gascogne, dont la capitale était l'antique ville romaine d'Iluro (Oloron). Elle était formée des vallées d'Aspe, d'Ossau et de Barétous, 
En 819 Loup III Centulle est reconnu comme duc de Vasconie et va répartir ses domaines entre ses deux fils : Donat loup va recevoir le comté de Bigorre et Centulle Ier Loup la vicomté de Béarn. Cette répartition ne va pas inclure la vicomté d'Oloron, limitrophe du Béarn, qui va rester aux mains de la branche ducale jusqu'à la mort de Sanche IV. Celui-ci va laisser ces terres, réunies à celles  de Dax, Orthe, Tursan et Gabardan, à son fils Aner, qui certainement les avaient déjà gouvernées auparavant avec le titre de vicomte de Gascogne. 
Aner meurt vers 978 et pour Oloron, Dax et Orthez va lui succéder son fils Loup, qui va mourir vers 985, laissant en héritage : à son fils Arnaud Ier la vicomté d'Acqs avec Orthez, et à son fils Aner la vicomté d'Oloron. Aner va gouverner jusqu'en 1009, sauf pendant une période  où la vicomté est usurpée par Centulle III de Béarn (de 1002 à 1004). Ne laissant pas de fils, il désigne une fille nommée Angèle qui était mariée avec le petit-fils de Centulle II, Centulle IV le Vieux (mort en 1058) qui va incorporer définitivement la vicomté d'Oloron  au Béarn. En 1077 le Béarn, agrandi de la vicomté d'Acqs ainsi que d'Orthe et Salies, devient pleinement indépendant, les ducs de Gascogne abandonnant leurs droits de suzeraineté.

## Liste des vicomtes
- Aner I  (977-978)
- Loup I (978-985)
- Aner II (985-1002)
- Centulle I (III de Béarn) (1002-1004)
- Aner II (1004-1009)
- Angela (1009-?)
- Centulle II (IV de Béarn) (1009-1058)